# Артыкбаев, Сарсекей
Сарсекей Артыкбаев (конец XIX в., Баянаульский район Павлодарской области — начало XX в., там же) — казахский поэт, писатель. Первые произведения Артыкбаев опубликовал в «Дала уәлаятының газеті». Основное произведение, в котором проявляется подражание Абаю, называется «Осы купи бозбаланыц цылып журген жумыстары» («Дела современного юноши»). Опубликовано в Казани. Долгое время вёл товорческие дискуссии с Машхур Жусупом Копеевым на страницах газеты «Дала уәлаятының газеті», высказывал мысли о будущем молодёжи.